# 托斯特乡
托斯特乡，是中华人民共和国新疆维吾尔自治区阿勒泰地区吉木乃县下辖的一个乡镇级行政单位。

## 行政区划
托斯特乡下辖以下地区：
章阿托干村、塔斯特村、托斯特村、巴扎尔胡勒村、阔依塔斯村、喀拉乔克村、阿克阔勒吐克村和森塔斯村。